# Falkenberg (Berlino)

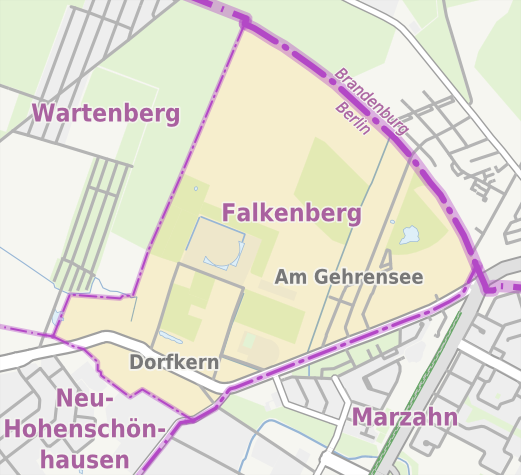
Mappa del quartiere

Falkenberg è un quartiere di Berlino, appartenente al distretto di Lichtenberg.